# بی‌سی‌دی‌ام‌اچ
بی‌سی‌دی‌ام‌اچ (به انگلیسی: BCDMH) با فرمول شیمیایی C۵H۶BrClN۲O۲ یک ترکیب شیمیایی با شناسه پاب‌کم ۳۱۳۳۵ است. که جرم مولی آن ۲۴۱٫۴۷ g/mol می‌باشد. شکل ظاهری این ترکیب، جامد سفید است.